# Hiéroglyphe égyptien G19
La chouette et bras tendu offrant un pain, en hiéroglyphes égyptiens, est classifiée dans la section G « Oiseaux » de la liste de Gardiner ; cet hiéroglyphe y est noté G19. 

## Représentation
Il représente la combinaison en monogramme d'une effraie des clochers (Tyto alba) ou bien un grand-duc du désert (Bubo ascalaphus) (hiéroglyphe G17) et d'un bras tendu offrant un pain (hiéroglyphe D37). Il est translittéré m ou mj.

## Utilisation
C'est un phonogramme bilitère (XVIIIe dynastie) de valeur m (à l'origine mj).
| G20 |

| G20 |